# Pierre Alain Mounguengui
Pierre Alain Mounguengui, né le 15 décembre 1957, est un ancien arbitre gabonais de football. Il a été le président de la Ligue nationale de football du Gabon (LINAF) et est devenu le 30 mars 2014, Président de la Fédération Gabonaise de Football.

## Accusations
Le 21 avril 2022, Pierre Alain Mounguengui a été convoqué dans les locaux de la Direction générale des contre-ingérences et de la sécurité militaire (DGCISM), après les révélations dans les colonnes du quotidien britannique The Guardian, le 16 décembre 2021, d’abus sexuels commis sur une centaine de jeunes footballeurs gabonais. À la suite de sa garde à vue, il est mis en examen pour « non-dénonciation de crimes de pédophilie » et emprisonné à la prison centrale de Libreville.

## Carrière
Il a officié dans des compétitions majeures : 
- CAN 1992 (1 match)
- Coupe du monde de football des moins de 17 ans 1995 (1 match)
- CAN 1998 (2 matchs)
- CAN 2000 (1 match)